# Свято-Троицкий собор (Хотимск)
Свя́то-Тро́ицкий собо́р (бел. Свята-Троіцкі сабор) — православный храм Могилевской и Мстиславской епархии в городском посёлке Хотимск Республики Беларусь. Расположен по адресу ул. Кирова, 24. Собор построен в 1873 году как уменьшенная в 10 раз копия Храма Христа Спасителя в Москве.

## История

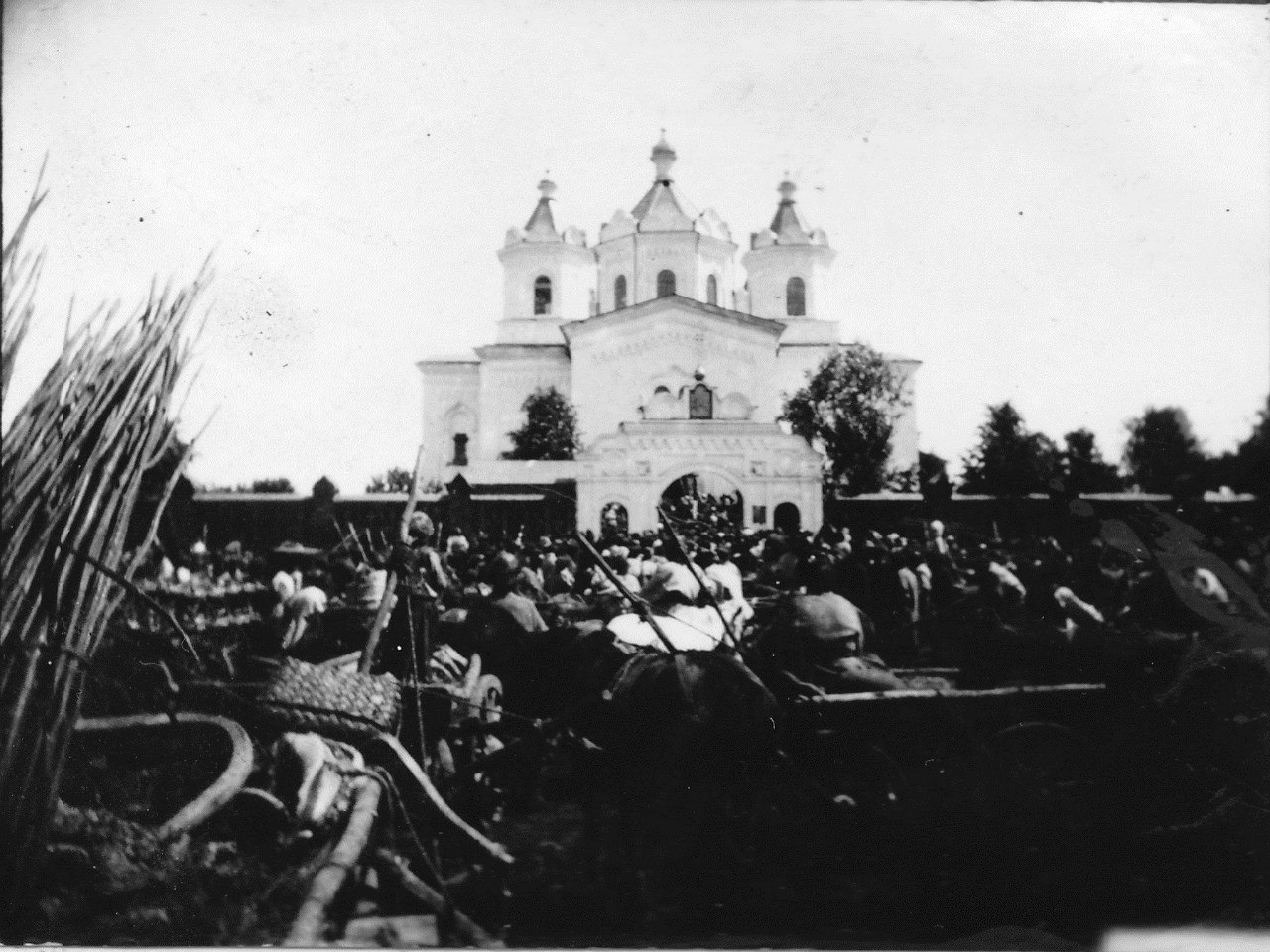
Фотография начала XX века

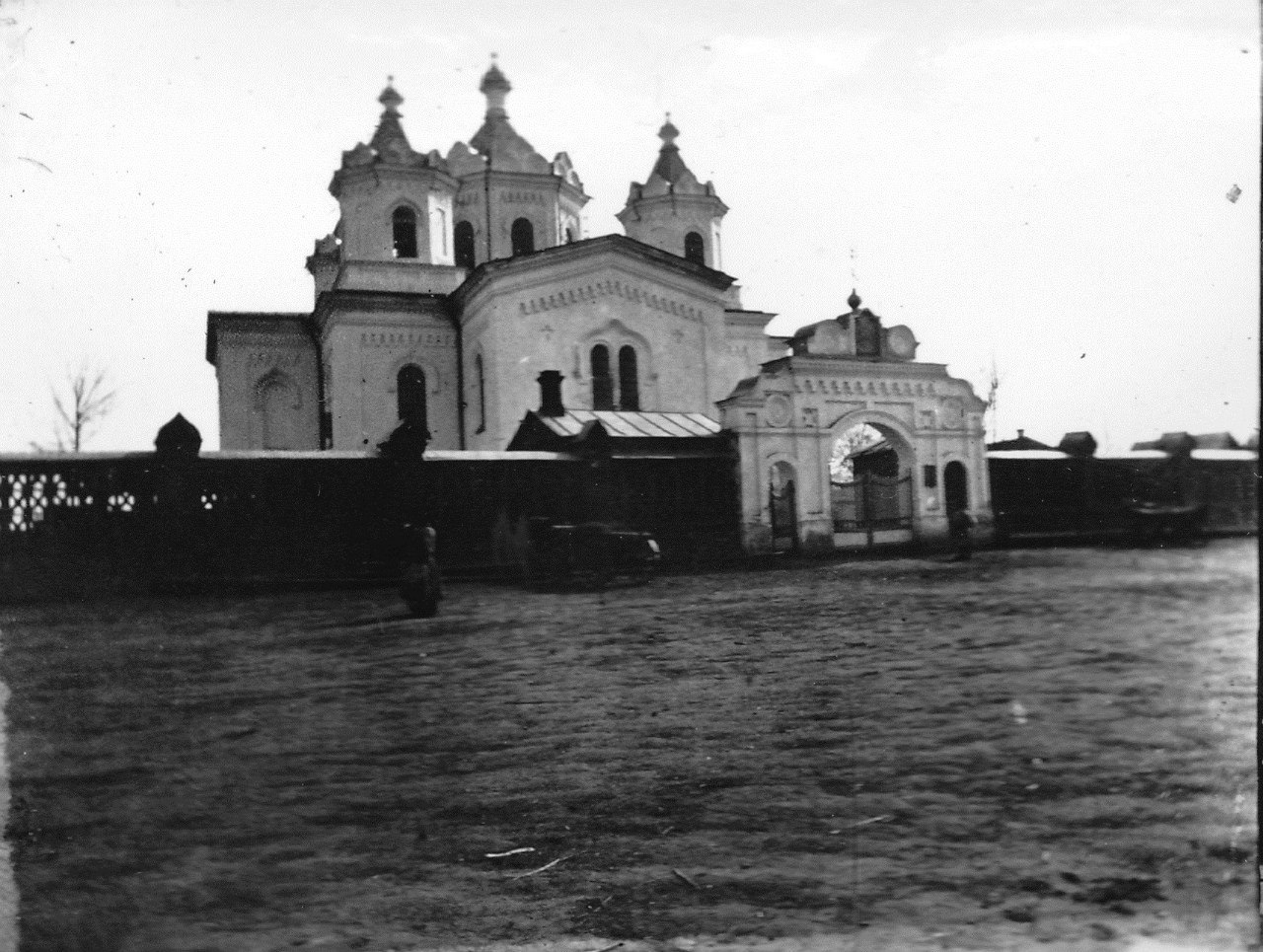
Фотография начала XX века

Ещё в «Инвентаре Кричевского староства» за 1747 год отмечалось наличие в Хотимске храма во имя Святой Троицы (не сохранился).
В 1861 году в честь отмены крепостного права в Хотимске было заложено строительство нового храма, который планировался как уменьшенная в 10 раз копия Храма Христа Спасителя. Строительство было завершено в 1873 году. Освещение в праздник Пятидесятницы проводил архиепископ Могилёвский и Мстиславский Евсевий. Храм был назван в честь некогда первой церкви Хотимска, то есть в честь Святой Живоначальной Троицы. Также владыкой была дана грамота об именовании храма собором. Соборные пределы освятили в честь Казанской иконы Пресвятой Богородицы и святителя Николая. Был определён и храмовый праздник — день святой Живоначальной Троицы. Всему духовенству округи предписывалось быть в этот день в соборе, в других церквях службы не велись. Главной святыней собора стал список с Казанской иконы пресвятой Богородицы, который по преданию спас жителей Хотимска от эпидемии холеры в начале XIX века.
Первым настоятелем стал священник Иоанн Цитович. После его смерти в 1879 году настоятелем был определён иерей Александр Ольшевский. Прослужил в соборе 50 лет и умер в алтаре во время богослужения 6 января 1929 года. Затем в соборе служил священник Павел Авдуевский. 26 декабря 1932 года был арестован органами ОГПУ вместе с семью активными прихожанами. 23 марта 1933 года осуждён «за антисоветскую агитацию» и приговорён к высшей мере наказания, приговор приведён в исполнение незамедлительно. Реабилитирован 16 января 1989 года.
Окончательно же собор был закрыт в 1938 году. В здании собора был размещён банк, потом школа механизации, зерносклад и затем районный Дом культуры. Во время войны оккупационные власти разрешили использовать храм по назначению. Службы проводил отец Денис Павлов. После появления в лесах партизан, храм снова был закрыт и использовался уже в качестве бастиона. После войны здание было заброшено, а в 1954 году в нём снова был размещён Дом культуры.
21 августа 1958 года в кладбищенскую часовню Хотимска (построена в 1891 году) был назначен священнослужителем иерей Алексий Бадич. Эта часовня оставалась единственным работающим храмом в посёлке и районе. В 1962 году властями часовню планировалось снести, но на защиту перед бульдозером встали верующие со свечами и батюшка. Через некоторое время отец Алексий приделал к часовне алтарь и переоборудовал её в церковь (Свято-Покровская церковь), тогда священника забрали в милицию и жестоко избили (были выбиты передние зубы и сломано несколько рёбер).
27 сентября 1991 года здание Свято-Троицкого собора было возвращено верующим. Восстановлением занялся отец Алексий Бадич, который в 1992 году был пострижен в монахи с именем Кирилл и награждён саном архимандрита. Из-за нехватки средств реставрация огромного здания продвигалась медленно. Деньги священник собирал по городам Белоруссии и России, в том числе собирая милостыню на вокзалах Москвы. Чин освящения в 1999 году провёл архиепископ Могилёвский и Мстиславский Высокопреосвященный Максим. 13 мая 2004 года из Минска был доставлен 75-пудовый колокол-благовестник отлитый на пожертвования в честь 60-летия освобождения Хотимска от немецко-фашистских захватчиков. 16 июня колокол был поднят на колокольню.
Собор окружают другие церковные здания: миниатюрная Спасо-Преображенская церковь, часовня в честь иконы Божией Матери «Живоносный Источник», баптистерий, воскресная школа.

## Особенности строения и приделы
Здание центрической крестовой композиции, включает кубообразный основной объём, боковые приделы, притвор, полукруглую апсиду. Луковицеобразные купола на шатрах 8-гранных барабанов завершают углы и крышу основного объёма, шатёр колокольни. Перед храмом белокаменная трёх-арочная брама (портал).
Собор имеет несколько приделов: престол Святой Троицы (главный), придел в честь Казанской иконы Божией матери (правый), придел Святого Николая Чудотворца (левый), придел в честь иконы Божьей Матери «Живоносный Источник», престол, освященный в честь Преображения Господня.
По этой причине в соборе несколько престольных праздников:
- День Святой Троицы — в 50-й день по Пасхе, в воскресенье;
- Празднование Казанской иконе Божией Матери — 21 июля и 4 ноября;
- Праздник Святителя Николая Чудотворца — 22 мая и 19 декабря;
- Празднование иконе Божией Матери «Живоносный Источник» — переходящее празднование в пятницу Светлой седмицы;
- Праздник Преображения Господня — 19 августа[6].